# Al·legoria del pelicà alimentant les seves cries

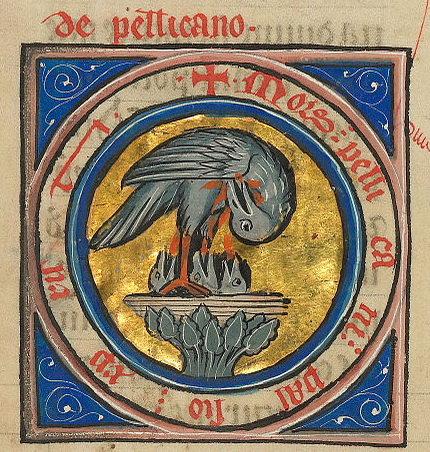
Il·luminació del bestiari De avibus d'Hugues de Fouilloy (c.1277)

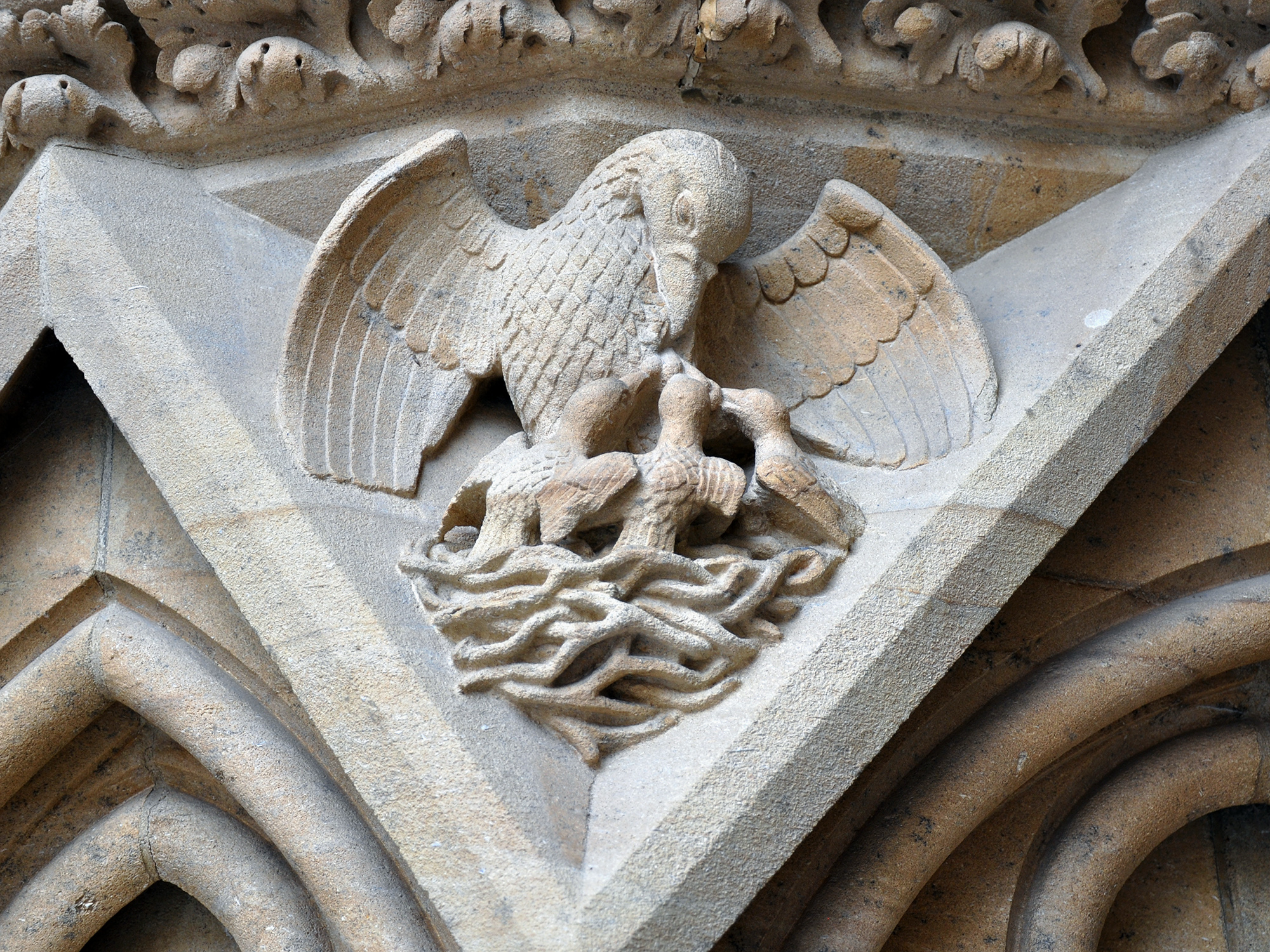
Pelicà alimentant les cries. Catedral de Saint-Étienne de Metz

L'al·legoria del pelicà alimentant les seves cries és un recurs iconogràfic utilitzat principalment dins la simbologia cristiana per a representar la redempció de tota la humanitat mitjançant el sacrifici de Jesús quan va morir crucificat. També és present en altres religions i moviments socials, com la maçoneria. La representació en heràldica és coneguda com "La Pietat del Pelicà".
La imatge representa un pelicà que es pica el pit amb el bec fins a fer-se sang, amb la qual alimenta la seva prole que l'envolta. Alguns cops es descriu dient que "arrenca la seva pròpia carn". Ambdues versions guarden un paral·lelisme amb l'Eucaristia, on la sang i la carn de Crist -representats pel pa i el vi- són els elements que salven els homes dels seus pecats.

## Origen
Aquest símbol cristià neix a partir d'una de les llegendes recollides al Physiologus, un text didàctic escrit o recopilat en grec per un anònim alexandrí en el segle ii. El Physiologus era una mena de bestiari amb descripcions curtes d'animals carregades de simbolisme, com la de l'au Fènix que també es recull en aquest llibre.

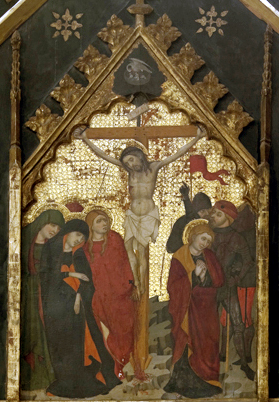
Sobre la creu. Retaule del Sant Esperit

Literalment l'obra diu:
| «             | El pelicà és de totes les aus la que més estima la seva prole, però quan els pollets creixen i comencen a enfrontar-se als seus pares, els pares s'enutgen i tornen el cop, matant les seves cries. Després de tres dies la mare sent un gran remordiment i estripant el seu propi pit banya els pollets morts en la seva sang i els retorna a la vida. | » |
| — Physiologus | |   |

### Simbologia cristiana
La versió cristiana reinterpreta l'"enuig" del pelicà amb el càstig del Déu Pare pels pecats humans, i la posterior redempció a través de la sang de Crist.
A l'Europa medieval, aquesta representació de la redempció de Crist es va estendre com a complement de la imatge de l'anyell amb l'estendard. Una referència a aquesta simbologia apareix, per exemple, a l'himne de Sant Tomàs d'Aquino, "Adoro te devote" ("Jo t'adoro amb devoció"), on en el vers penúltim descriu Crist com el "Pelicà benigne, oh Jesús Senyor, renteu-me amb sang vostra de tota lletjor; que una gota sola d'ella pot alliberar tot el món de tots els seus pecats".

### Representació maçònica

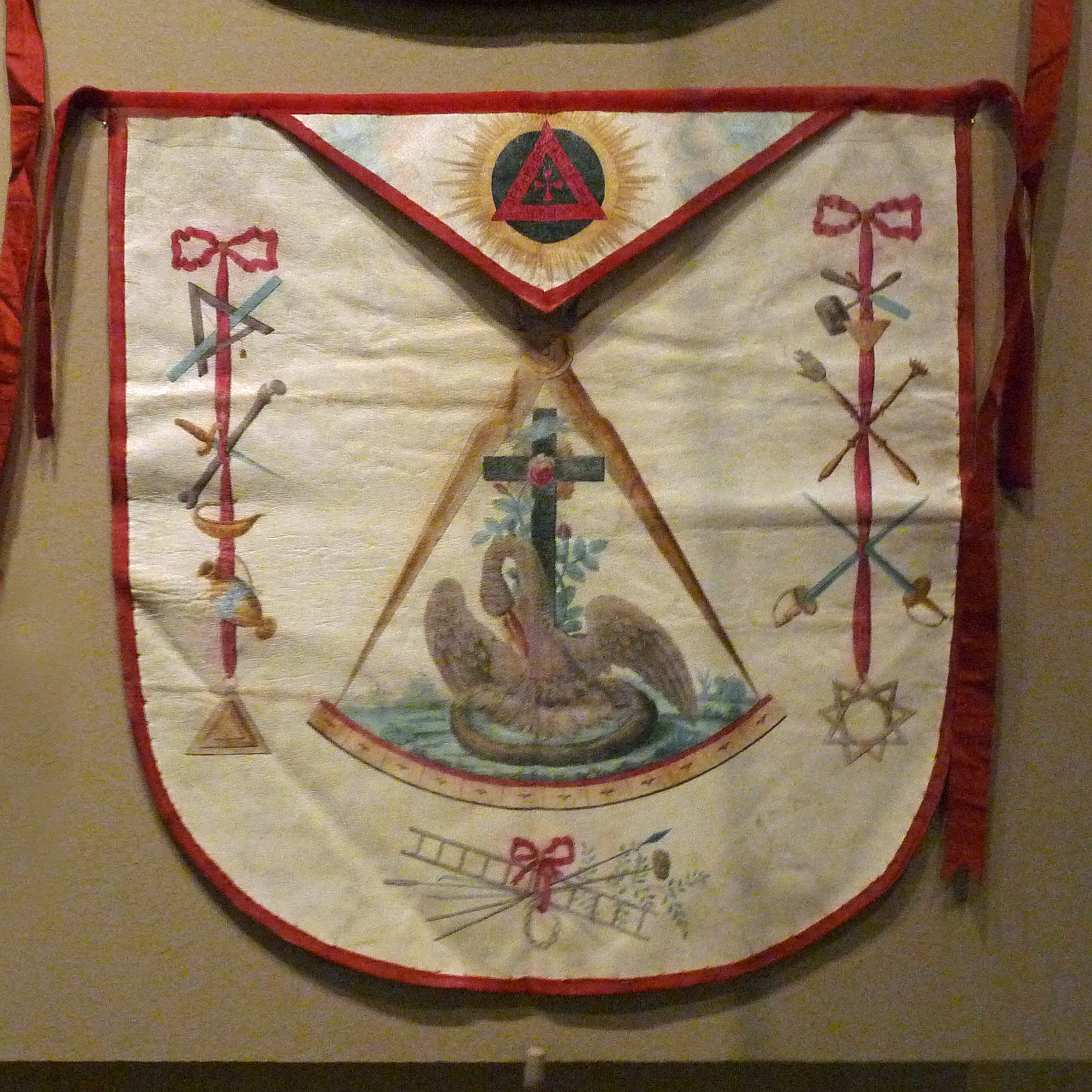
Mandil amb la representació del pelicà

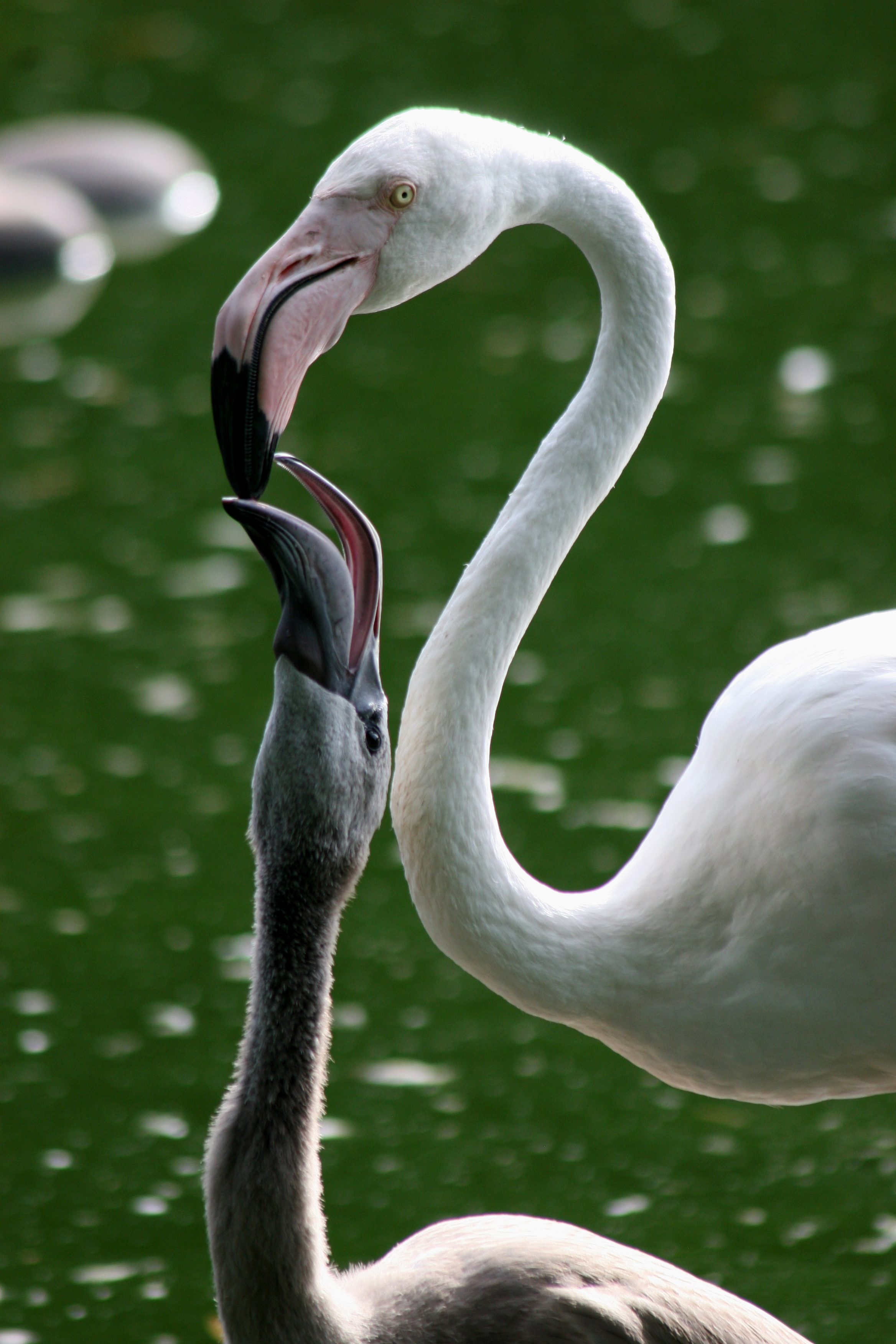
Flamenc alimentant amb llet de pap

El pelicà donant de beure la seva sang als seus polls forma part de la simbologia de la Rosa-Creu i de la francmaçoneria, on aquest símbol s'incorpora a la França del segle xviii. Dins la maçoneria, és el símbol més característic de la caritat. Si bé el nombre de polls és variable, a les representacions maçòniques i, especialment a les de Rosa-Creu, acostumen a ser set.
Segons Manlly P. Hall, "en la simbologia maçònica, la sang del Pelicà significa el Treball Secret mitjançant el qual, l'home és elevat de l'esclavitud de la ignorància a la condició de llibertat conferida per la saviesa".
Les representacions més significatives són l'emblema del Grau 18 del Ritu Escocès Antic i Acceptat i la Quarta Orde de Saviesa del Ritu Francès, les quals incorporen l'al·legoria cristiana. En tots dos casos decora els seus mandils.

## Realitat zoològica
El comportament real dels pelicans no incorpora ni l'autolesió ni l'alimentació amb sang dels seus polls.
La llegenda deriva del moviment que fan els pelicans quan colpegen el bec contra el pit per a regurgitar el menjar i donar-lo a les seves cries.
La confusió, probablement causada per una observació deficient, es va veure reforçada pel fet que alguns pelicans adults tenen les seves plomes del pit de color vermellós fruit de la ingesta de carotè.
A més a més, algunes aus com els pelicans, els cignes i els flamencs fan un moviment del coll similar al descrit, que els permet obtenir llet de pap, una substància viscosa generada per la mucosa del pap dels pares que és regurgitada per a alimentar els ocells joves i que és l'aliment en la primera quinzena de vida d'aquestes espècies.

## La representació dins l'art
Pintura i escultura

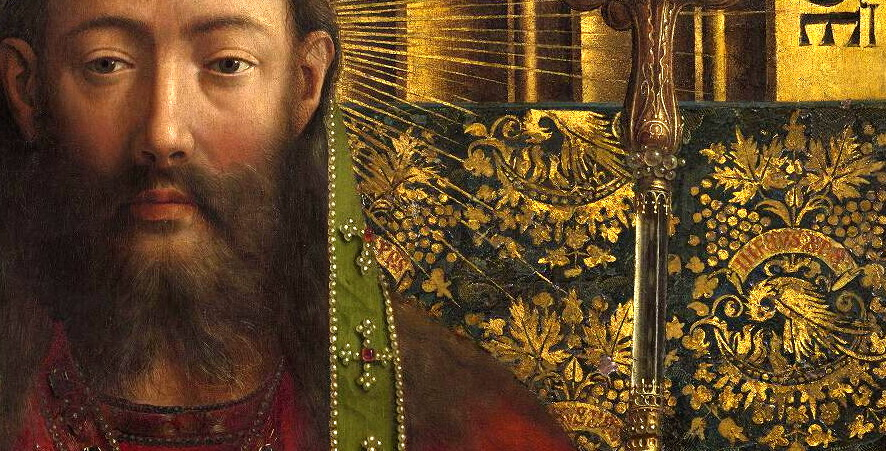
Com a dibuix en un fons. L'adoració de l'Anyell Místic

Escut del municipi holandès d'Appingedam

Són nombroses les representacions dins l'art cristià en pintures i retaules, a partir del segle xiv. A vegades l'escena és el motiu principal, però habitualment apareix acompanyant escenes de la Crucifixió, aportant un detall iconogràfic que reforça el missatge redemptor del sacrifici de Jesús. Moltes representacions són poc respectuoses amb la imatge d'un pelicà i mostren ocells amb semblança de cigne o fins i tot d'àliga, com a l'estampat del fons a L'adoració de l'Anyell Místic de Van Eyck.
A més de la representació descrita, aquesta iconografia situa aquesta au com a símbol de la persona de Jesús. Algunes obres mostren simplement un pelicà, ja no alimentant els fills, sinó realitzant alguna altra acció protectora, com ara, matar una serp, representació del mal.
Literatura
L'escena apareix dins el text del poema La nit de maig d'Alfred de Musset.
Heràldica
La imatge és utilitzada també dins la simbologia heràldica on s'acostuma a anomenar "La Pietat del Pelicà" o "El Pelicà en la seva Pietat". Un exemple d'utilització és la bandera de l'estat de Louisiana que té com a tema central aquesta simbologia sobre fons blau.